# David Kpomakpor
David Kpormakpor, född 28 september 1935 i Bomi, Liberia, död 19 augusti 2010 i New York, USA, var en liberisk politiker. Han var president för staten Liberia mellan 28 februari 1994 och 1 september 1995.